# Juazeiro do Norte
Juazeiro do Norte este un oraș în statul Ceará (CE) din Brazilia.